# 베데스다 분수

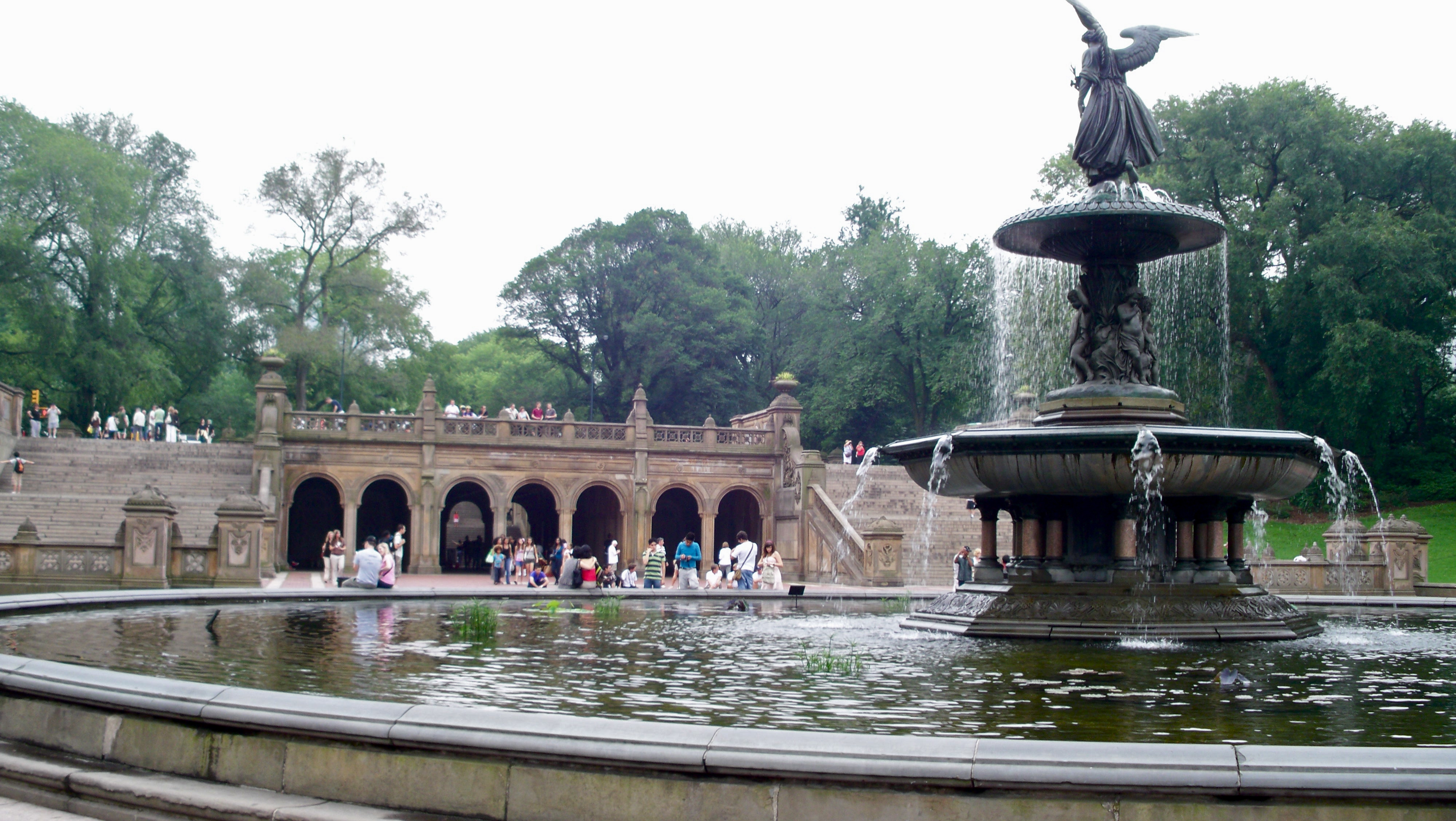
베데스다 분수

베데스다 분수(Bethesda Fountain)는 센트럴 파크 중심에 위치한 분수이다. 분수는 베데스다 연못을 모델로 했으며, 물의 천사(Angel of the Waters)라 불리는 분수 위에 세워진 조형물은 1873년 세워졌다. 분수 주변은 《해리가 샐리를 만났을 때》를 비롯한 영화나 드라마에 자주 등장한다.